# بيمبا
لغة بيمبا هي اللغة الثانية المحلية في زامبيا بعد لغة نيانجا وهي تتركز في المناطق الشمالية الشرقية من تنزانيا وهي لغة تتحدثها أكثر من 18 قبيلة كما يتحدث بها لدى سكان الأدغال، لدى هذا الشعب ديانة خاصة به، يؤمنون بإله يسمى عندهم ب ليزة. يتحدث بهذه اللغة في كل من : زامبيا، الكونغو الديمقراطية، تنزانيا.

## وصلات خارجية
- resources.html